# États-Unis aux Jeux olympiques d'été de 2004
Les États-Unis participent aux Jeux olympiques d'été de 2004 à Athènes. Il s'agit de leur 24e participation à des Jeux d'été.
La délégation américaine, composée de 533 athlètes, termine première du classement par nations avec 101 médailles (35 en or, 40 en argent et 26 en bronze).

## Liste des médaillés américains

### Médailles d'or
| Sport                  | Discipline                         | Athlète(s) | Performance                                              | Date         |
| Médailles d'or : 36    |                                    | |                                                          |              |
| Athlétisme             | 100 m hommes                       | Justin Gatlin | 9 s 85                                                   | 22 août 2004 |
| Athlétisme             | 400 m hommes                       | Jeremy Wariner | 44 s 00                                                  | 23 août 2004 |
| Athlétisme             | 100 m haies femmes                 | Joanna Hayes | 12 s 37 (OR)                                             | 24 août 2004 |
| Athlétisme             | 200 m hommes                       | Shawn Crawford | 19 s 79                                                  | 26 août 2004 |
| Athlétisme             | Saut en longueur hommes            | Dwight Phillips | 8,59 m                                                   | 26 août 2004 |
| Athlétisme             | Saut à la perche hommes            | Timothy Mack | 5,95 m                                                   | 27 août 2004 |
| Athlétisme             | relais 4 × 400 m hommes            | Otis Harris Derrick Brew Jeremy Wariner Darold Williamson Andrew Rock Kelly Willie | 2 min 55 s 91                                            | 28 août 2004 |
| Athlétisme             | Relais 4 × 400 m femmes            | DeeDee Trotter Monique Henderson Sanya Richards Monique Hennagan Moushaumi Robinson | 3 min 19 s 01                                            | 28 août 2004 |
| Athlétisme             | Lancer du poids hommes             | Adam Nelson | 21,16 m                                                  | 18 août 2004 |
| Aviron                 | Huit hommes                        | Chris Ahrens Wyatt Allen Dan Beery Peter Cipollone Matt Deakin Joey Hansen Beau Hoopman Bryan Volpenhein | 5 min 42 s 48                                            | 22 août 2004 |
| Basket-ball            | Tournoi féminin                    | Sue Bird Swin Cash Tamika Catchings Yolanda Griffith Shannon Johnson Lisa Leslie Ruth Riley Katie Smith Dawn Staley Sheryl Swoopes Diana Taurasi Tina Thompson                                                                          | bat l'Australie 74 - 63                                  | 28 août 2004 |
| Beach-volley           | Tournoi féminin                    | Misty May-Treanor Kerri Walsh | battent Adriana Behar et Shelda Bede 2 - 0 (21-17,21-11) | 24 août 2004 |
| Boxe                   | Mi-lourds hommes                   | Andre Ward | bat Magomed Aripgadzhiyev 20 - 13                        | 29 août 2004 |
| Équitation             | Saut d'obstacles par équipes       | Peter Wylde Mclain Ward Beezie Madden Chris Kappler | 20.00                                                    | 24 août 2004 |
| Escrime                | Sabre individuel femmes            | Mariel Zagunis | bat Tan Xue 15 - 9                                       | 17 août 2004 |
| Football               | Tournoi féminin                    | Shannon Boxx Brandi Chastain Joy Fawcett Julie Foudy Mia Hamm Angela Hucles Kristine Lilly Heather Mitts Heather O'Reilly Cindy Parlow Christie Rampone Cat Reddick Briana Scurry Kate Markgraf Lindsay Tarpley Aly Wagner Abby Wambach | battent le Brésil 2 - 1                                  | 26 août 2004 |
| Gymnastique artistique | Concours général individuel hommes | Paul Hamm | 57.823 points                                            | 18 août 2004 |
| Gymnastique artistique | Concours général individuel femmes | Carly Patterson | 38.387 points                                            | 19 août 2004 |
| Lutte                  | Moins de 84 kg hommes              | Cael Sanderson | bat Eui Jae Moon 3 - 1                                   | 28 août 2004 |
| Natation               | 400 m quatre nages hommes          | Michael Phelps | 4 min 8 s 26 (WR)                                        | 14 août 2004 |
| Natation               | 100 m dos hommes                   | Aaron Peirsol | 54 s 06                                                  | 16 août 2004 |
| Natation               | 100 m dos femmes                   | Natalie Coughlin | 1 min 0 s 37 (OR)                                        | 16 août 2004 |
| Natation               | 200 m papillon hommes              | Michael Phelps | 1 min 54 s 04 (OR)                                       | 17 août 2004 |
| Natation               | 4 × 200 m nage libre hommes        | Michael Phelps Ryan Lochte Peter Vanderkaay Klete Keller | 7 min 7 s 33                                             | 17 août 2004 |
| Natation               | 4 × 200 m nage libre femmes        | Natalie Coughlin Carly Piper Dana Vollmer Kaitlin Sandeno | 7 min 53 s 42 (WR)                                       | 18 août 2004 |
| Natation               | 200 m dos hommes                   | Aaron Peirsol | 1 min 57 s 35 (OR)                                       | 19 août 2004 |
| Natation               | 200 m brasse femmes                | Amanda Beard | 2 min 23 s 37 (OR)                                       | 19 août 2004 |
| Natation               | 200 m quatre nages hommes          | Michael Phelps | 1 min 57 s 14 (OR)                                       | 19 août 2004 |
| Natation               | 50 m hommes                        | Gary Hall Jr. | 21 s 93                                                  | 20 août 2004 |
| Natation               | 100 m papillon hommes              | Michael Phelps | 51 s 25 (OR)                                             | 20 août 2004 |
| Natation               | 4 × 100 m quatre nages hommes      | Aaron Peirsol Brendan Hansen Ian Crocker Jason Lezak | 3 min 30 s 68                                            | 21 août 2004 |
| Softball               | Tournoi féminin                    | Leah O'Brien Laura Berg Crystl Bustos Lisa Fernandez Jennie Finch Tairia Flowers Amanda Freed Lori Harrigan Lovieanne Jung Kelly Kretschman Jessica Mendoza Stacey Nuveman Cat Osterman Jenny Topping Natasha Watley                    | battent l'Australie 5 - 1                                | 23 août 2004 |
| Taekwondo              | Moins de 80 kg hommes              | Steven Lopez | bat Bahri Tanrikulu 3 - 0                                | 28 août 2004 |
| Tir                    | Double-trap femmes                 | Kimberly Rhode | 146 points                                               | 18 août 2012 |
| Tir                    | Carabine à 50 m tir couché hommes  | Matthew Emmons | 703,3 points                                             | 20 août 2012 |
| Voile                  | Dériveur double 470 hommes         | Kevin Burnham Paul Foerster | 71 points                                                | 21 août 2004 |

### Médailles d'argent
| Sport                   | Discipline              | Athlète(s) | Performance     | Date         |
| Médailles d'argent : 39 |                         | |                 |              |
| Athlétisme              | 100 m femmes            | Lauryn Williams | 10 s 96         | 21 août 2004 |
| Athlétisme              | Saut en hauteur hommes  | Matt Hemingway | 2,34 m          | 22 août 2004 |
| Athlétisme              | 400 m hommes            | Otis Harris | 44 s 16         | 23 août 2004 |
| Athlétisme              | Décathlon               | Bryan Clay | 8820 points     | 24 août 2004 |
| Athlétisme              | 200 m femmes            | Allyson Felix | 22 s 18         | 25 août 2004 |
| Athlétisme              | 200 m hommes            | Bernard Williams | 20 s 01         | 26 août 2004 |
| Athlétisme              | Saut en longueur hommes | John Moffitt | 8,47 m          | 26 août 2004 |
| Athlétisme              | 110 m haies hommes      | Terrence Trammell | 13 s 18         | 27 août 2004 |
| Athlétisme              | Saut à la perche hommes | Toby Stevenson | 5,90 m          | 27 août 2004 |
| Athlétisme              | relais 4 × 100 m hommes | Shawn Crawford Justin Gatlin Coby Miller Maurice Greene Darvis Patton                                                           | 38 min 8 s      | 28 août 2004 |
| Athlétisme              | Marathon                | Mebrahtom Keflezighi | 2 h 11 min 29 s | 29 août 2004 |
| Aviron                  | Huit femmes             | Alison Cox Caryn Davies Megan Dirkmaat Katie Johnson Laurel Korholz Sam Magee Anna Mickelson-Cummins Lianne Nelson Mary Whipple | 6 min 19 s 56   | 22 août 2004 |